# Сафарколі-Хан-Канді
Сафарколі-Хан-Канді (перс. صفرقلی‌خان‌کندی) — село в Ірані, входить до складу дехестану Баш-Калах у Центральному бахші шахрестану Урмія провінції Західний Азербайджан.